# Karl Neubauer
Karl Neubauer (10 ottobre 1896 – 13 dicembre 1954) è stato un calciatore austriaco, di ruolo centrocampista.

## Carriera

### Nazionale
Il 6 aprile 1919 debutta contro l'Ungheria (2-1).